# 酒井氏武
酒井 氏武（さかい うじたけ）は、 戦国時代から安土桃山時代にかけての丹波国の武将。丹波国多紀郡の国人である丹波酒井氏の一族。大沢城主。

## 初田酒井党
丹波国多紀郡の有力国人、丹波酒井氏の一族である初田酒井氏の嫡男として生まれる。父の和泉守豊教は八上城城主の波多野元秀の祐筆として仕え、書状の発給を行っていた。初田酒井氏は矢代酒井氏の庶流にあたり、大沢城を本拠としていた。また、初田という名は始祖の酒井政親が居住していた初田館に居を構えたことが由来である。そもそも、酒井氏は鎌倉時代以前の多紀郡の有力国人であったが、15世紀後半に、新興勢力である波多野氏が台頭してきたことにより、求心力を失い、永正年間には波多野方との戦いに敗れ、その支配下に属すことになった。
酒井一族の党的結合を目的とした、高仙寺への土地寄進『栗栖野信政等連署状』には、僅か3歳で初田酒井氏の当主として署名していることからも、早期に家督を譲られていたと考えられる。そのため、酒井氏の家老である杉本氏や石井氏が幼少であった氏武を補佐したと『丹南町史』には記載されている。
織田氏の丹波平定の際には、主君波多野秀治に従い、居城である大沢城に籠城した。居城の大沢城が明智軍の攻撃を受けた際、八上城に狼煙で敵の来襲を知らせたが、網掛城の明智軍に阻まれ、援軍が派遣されなかった。そのため、大沢城、禄庄城、佐幾山城の三城とともに応戦したが、鉄砲による明智氏の攻撃により降伏した。このとき、氏武の名代の使者として家臣の杉本氏と石井氏を明智方に派遣している。その後、氏武は明智光秀の家臣となり、本能寺の変でも従軍した。しかし、敗戦後、近江国大津瀬田付近において、18歳で討ち死にした。